# روز جهانی ایدز

روز جهانی ایدز از سال ۱۹۸۸ به منظور افزایش بودجه‌ها و افزایش آگاهی، آموزش و مبارزه با تبعیض‌ها به اول دسامبر (برابر ۱۱ آذر) هر سال اطلاق می‌گردد و هر ساله برای این روز، شعار خاصی نیز در نظر گرفته می‌شود. هدف عمده از این کار این است که به عموم مردم یادآوری شود که HIV از بین نرفته‌است و هنوز کارهای زیادی است که باید انجام شود.
شعار روز جهانی ایدز از ۲۰۱۱ تا ۲۰۱۵ «Getting to zero» بوده‌است.
- به صفر رساندن مرگ ناشی از ایدز
- به صفر رساندن برچسب و تبعیض
- به صفر رساندن مبتلایان جدید

در روز جهانی ایدز مردم لباس‌های شان را به روبان قرمز مزین می‌کنند تا توجه و مراقبت در برابر HIV و ایدز را متذکر شده و به دیگران یادآور شوند که تعهد و پایبندی و حمایت آنها مورد نیاز است.